# Шкляри-Гурне
Шкляри-Гурне (пол. Szklary Górne, нім. Ober Gläsersdorf) — село в Польщі, у гміні Любін Любінського повіту Нижньосілезького воєводства.
Населення — 980 осіб (2011).
У 1975-1998 роках село належало до Легницького воєводства.

## Демографія
Демографічна структура станом на 31 березня 2011 року:

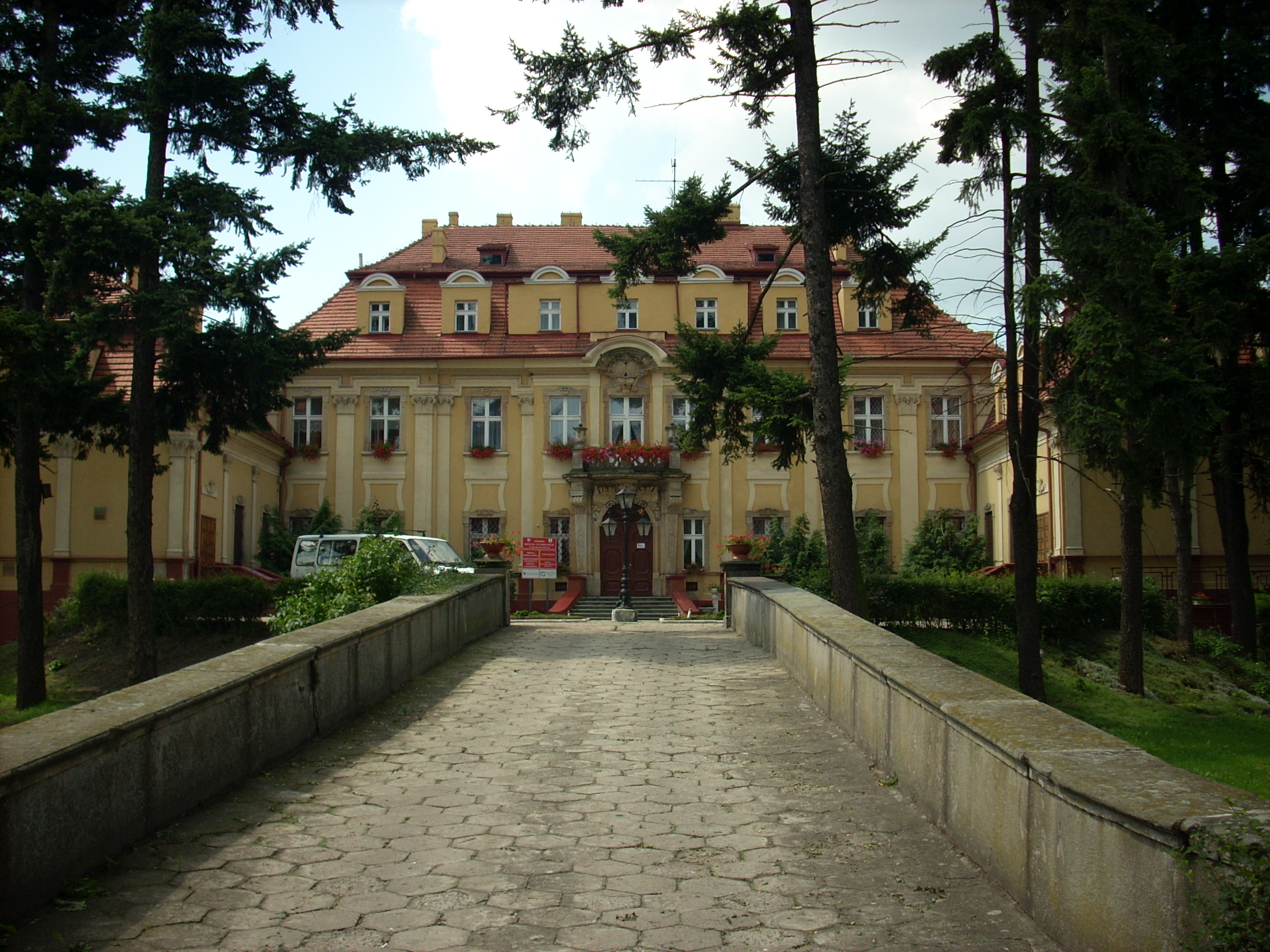
Palace Ober Gläsersdorf

|          | Загалом | Допрацездатний вік | Працездатний вік | Постпрацездатний вік |
| -------- | ------- | ------------------ | ---------------- | -------------------- |
| Чоловіки | 485     | 104                | 350              | 31                   |
| Жінки    | 495     | 90                 | 323              | 82                   |
| Разом    | 980     | 194                | 673              | 113                  |